# Lee Guk-joo
Lee Guk-joo (en hangul, 이국주)), es una comediante y actriz surcoreana.

## Biografía
El 26 de febrero de 2022, su agencia FNC Entertainment anunció que había dado positivo para COVID-19 después de que su prueba de PCR diera positiva.

## Carrera
Es miembro de la agencia FNC Entertainment.
Ha aparecido en varias producciones de televisión y programas de entretenimiento. 
En el 2015 se unió al elenco principal del reality show Roommate (en español "compañeros").
En el 2016 se unió al elenco de la cuarta temporada del programa We Got Married donde formó pareja junto al rapero Sleepy, hasta el 2017.

## Filmografía

### Series de televisión
| Año  | Título                         | Personaje               | Canal | Notas                       |
| ---- | ------------------------------ | ----------------------- | ----- | --------------------------- |
| 2019 | When the Devil Calls Your Name | Mujer que vende su alma | tvN   | ep. #4 - aparición especial |

### Programas de variedades
| Año                    | Título                       | Canal      | Notas                                                                 |
| ---------------------- | ---------------------------- | ---------- | --------------------------------------------------------------------- |
| 2019                   | V-1                          | tvN        | aparición especial                                                    |
| 2013, 2015, 2018, 2019 | Running Man                  | SBS        | 4 episodios (ep. 205, 255, 405 y 476)                                 |
| 2018                   | Busted!                      | Netflix    | (Ep. 3) - invitada                                                    |
| 2015, 2018             | I Can See Your Voice         | Mnet       | Ep. #10; 12 - miembro del panel                                       |
| 2016 - 2017            | We Got Married               | MBC        | (Ep. 349 - 372) - miembro - junto a Sleepy                            |
| 2016, 2017             | Battle Trip                  | KBS2       | (Ep. 13, 63 - 64) - participante - junto a Ahn Young-mi y Park Na-rae |
| 2016                   | I Live Alone                 | MBC        | (Ep. 137 - 183) - miembro                                             |
| 2016                   | Knowing Bros                 | MBC        | (Ep. 11) - invitada                                                   |
| 2016                   | 2 Days & 1 Night             | KBS2       | (Ep. 431 - 432) - invitada                                            |
| 2015                   | Match Made In Heaven Returns | MBC every1 | (Ep. 1 - 3) - MC especial                                             |
| 2015                   | Roommate                     | SBS        | miembro                                                               |
| 2014, 2015             | Hello Counselor              | KBS2       | 2 episodios (ep. 194, 238)                                            |
| 2014                   | Happy Together               | KBS        | invitada                                                              |

## Premios y nominaciones
| Año  | Categoría                                   | Premio                  | Programas    | Resultado |
| ---- | ------------------------------------------- | ----------------------- | ------------ | --------- |
| 2016 | Best Couple Award (junto a Sleepy)          | MBC Entertainment Award | I Live Alone | Nominados |
| 2016 | Top Female Excellence Award in Variety Show | MBC Entertainment Award | I Live Alone | Ganó      |
| 2015 | Best Variety Performer - Female'            | Baek Sang Art Award     | Roommate     | Ganó      |